# Karl Lagerfeld
Karl Otto Lagerfeld (Hamburg, 10 september 1933 – Neuilly-sur-Seine, 19 februari 2019) was een Duitse modeontwerper, kunstenaar en fotograaf, die sinds 1952 voornamelijk in Parijs woonde en werkte.
Hij was een van de invloedrijkste couturiers aan het einde van de twintigste en in het begin van de eenentwintigste eeuw, en was ook op andere creatieve terreinen actief, met name de fotografie.

## Biografie
In 1955 begon hij voor Pierre Balmain, om in 1958 over te stappen naar Jean Patou. Een jaar later nam hij daar ontslag om freelance te gaan werken voor onder andere Valentino. In 1964 trok hij zich terug om in Italië kunst te gaan studeren. In 1967 kwam hij terug en begon te werken als design consultant voor het Italiaanse modehuis Fendi.
In de jaren zeventig werd hij vooral bekend door zijn werk bij modehuis Chloé, waar hij bleef tot Stella McCartney in 1997 het roer van hem overnam. Sinds 1983 was hij hoofdontwerper van het modehuis Chanel. Tussen 1984 en 1997 had hij zijn eigen modelijn Karl Lagerfeld en vanaf 1998 zijn eigen label Lagerfeld Gallery. In 2005 verkocht hij de merknaam Karl Lagerfeld en zijn twee winkels in Parijs en Monaco voor een onbekend gebleven contant bedrag aan Tommy Hilfiger.
In najaar 2010 toonde het Maison Européenne de la Photographie te Parijs een overzicht van zijn fotografische werk. In voorjaar 2011 was deze tentoonstelling te zien in het Chiostro del Bramante te Rome.
Voor het Italiaanse merk Hogan (schoenen, tassen, confectie) ontwierp hij de voorjaars-/zomercollectie 2011 en de herfst-/wintercollectie 2011/2012. De zomercollectie 2011 toonde hij in de door hemzelf bedachte en geregisseerde film La Lettre, over een jong stel gespeeld door Baptiste Giabiconi en Magdalena Frackowiak.
Lagerfeld overleed aan de gevolgen van alvleesklierkanker op 19 februari 2019 te Neuilly-sur-Seine, hij werd 85 jaar.
Hij werd in besloten kring gecremeerd in Crematorium Du Mont Valérien in Suresnes, nabij Parijs.

## Titels en eerbewijzen
Op 3 juni 2010 werd hij door de Franse president Nicolas Sarkozy benoemd tot Commandeur in het Legioen van Eer. De bijbehorende versierselen waren ontworpen door het juweliersatelier van Chanel.

## Parfums
- Chloë, 1975
- Lagerfeld for men, 1978
- Photo, 1991
- Jako, 1998
- Kapsule, 2008

## Trivia
- In het openbaar droeg hij altijd een zwart kostuum, een wit hooggesloten overhemd en een donkere zonnebril.
- Hij was een groot liefhebber van boeken; zijn woningen in Parijs, Rome, Monaco en New York bevatten meer dan 300.000 boeken, waaronder een immense verzameling kunst- en fotografieboeken; hij had een eigen uitgeverij, 7L, een imprint van de Göttingense uitgeverij Steidl[5] en in Parijs een eigen fotoboekenwinkel, ook onder de naam 7L; in 2012 heeft hij een in een boek verpakt parfum op de markt gebracht, Paper Passion, ontwikkeld door Geza Schön, een Berlijnse parfumeur.
- Lagerfeld sprak diverse talen, waaronder Duits, Frans, Engels en Italiaans.
- Sinds 1987 fotografeerde hij zijn eigen reclamecampagnes.
- In 2000 verloor hij door een zelf ontwikkeld dieet, 3D (Designer, Doctor, Diet), 47 kg aan gewicht.
- In 2002 liet hij zijn Chanel-shows in Parijs, Tokio en Las Vegas muzikaal begeleiden door de Belgische electropopband Vive la Fête.[6]
- Op 9 april 2008 bevestigde Rockstar Games dat Lagerfeld een rol heeft in de game Grand Theft Auto IV. Hij speelde de rol van DJ Karl als presentator van een van de radiozenders in het spel genaamd "K109 The Studio". De informatie was vooraf bekendgemaakt en onderdeel van de marketingcampagne van het spel dat op 29 april 2008 uitkwam.
- De Nederlandse band Moke is sinds 2007 uitgedost in kleding van Karl Lagerfeld.[7]
- Karl Lagerfeld verklaarde in 2013 dat hij, als dat wettelijk toegestaan zou zijn, zou trouwen met zijn kat Choupette.
- Lagerfeld paste de beroemde 2.55 van Chanel tweemaal aan.

## Documentaires
- Signé Chanel: werken bij Chanel / un film de Loïc Prigent. - Amsterdam: Homescreen, 2007 - 1 dvd-video (130 min.). Frans gesproken, Nederlands ondertiteld. Bevat: 1. Wachten op Karl; 2. De twijfels; 3. De rituelen; 4. Slapeloze nachten; 5. De show. Videoversie van de televisieserie: Frankrijk: Arte France etc., 2005. INHOUD: Verslag van de totstandkoming van de haute-couturecollectie van het modehuis Chanel.
- Lagerfeld confidential / prod. par Grégory Bernard; un film de Rodolphe Marconi. - Amsterdam: Homescreen, 2010. - 1 dvd-video (96 min.). Frans gesproken, Nederlands ondertiteld. - Videoversie van de film: Frankrĳk: Realitism Films etc., 2006. INHOUD: Portret van de ontwerper voor het modehuis Chanel.